# Меркурій Печерський

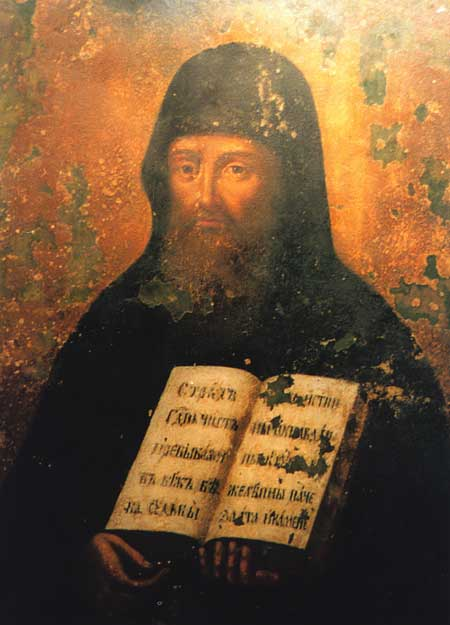
Преподобний Меркурій, посник Києво-Печерський, жив в одній чернечій келії разом з преподобним Паїсієм

Меркурій пісник Печерський (XIV століття, Київ) — православний святий, чернець Печерського монастиря. Преподобний. Пам'ять 4 (17) листопада і 24 листопада (7 грудня), а також 28 серпня (10 вересня) в рамках собору преподобних отців Києво-Печерських, які у Дальніх печерах спочивають 
Про цього святого відомо тільки те, що за життя він був близьким товаришем прп. Паїсія, з яким жив в одній келії. Поховали їх разом. 
Мощі преподобного Меркурія спочивають у Дальніх печерах.